# Tatort: Treffpunkt Friedhof
Treffpunkt Friedhof ist ein Fernsehfilm aus der Fernseh-Kriminalreihe Tatort der ARD und des ORF. Der Film wurde vom WDR produziert und am 12. Oktober 1975 zum ersten Mal gesendet. Er ist die 56. Folge der Tatort-Reihe, der sechste mit Kommissar Haferkamp.

## Handlung
Der Fahrzeugtuningspezialist und ehemalige Rennfahrer Robert Geffken schleicht sich mit einer Pistole in das Haus des Maschinenfabrikanten Zangemeister und wird von dessen Haushälterin Frau Naumann überrascht. Als sie ihn zu überwältigen versucht, wird sie von ihm erschossen. Er wartet auf Zangemeister und fordert 450.000 DM von ihm, oder er werde seine Familie ermorden. Zangemeister ruft dennoch die Polizei, jedoch hat Geffken sein Telefon abgehört und kehrt kurz darauf ins Haus zurück. Als Warnung schießt er ihm in den Fuß.
Haferkamp schaltet sich ein und befragt in Zangemeisters Fabrik unter anderen den Ingenieur Schaßler. Schaßler gibt offen zu, kein gutes Verhältnis zu seinem Chef zu haben. Im Krankenhaus berichtet Zangemeister dem Kommissar, dass er mit Schaßler um eine Abfindung für eine Erfindung im Rahmen der gleichen Summe gerungen habe, die der Erpresser verlangt. Haferkamp sucht Schaßler zu Hause auf und lernt seine Tochter Ellen kennen, die nach einem Fenstersprung bei einer Auseinandersetzung mit Geffken ein steifes Bein behalten hat. Er folgt ihr nach dem ergebnislosen Gespräch mit ihrem Vater zur Werkstatt von Geffken. 
Ellen beschuldigt Geffken, den Plan ihres Vaters, Zangemeister zu erpressen, in die Tat umgesetzt zu haben. Geffken räumt dies ein, meint aber, er tue es nur für ihren Vater, damit dieser seine Anstellung nicht verlöre. Ellen glaubt ihm nicht, zumal die Höhe der geforderten Geldsumme ihren Vater für die Polizei verdächtig erscheinen lässt. Auch Schaßler selbst versucht, auf Geffken einzuwirken, und muss erfahren, dass dieser das absichtlich so geplant hat, um einen Verdacht von ihm selber abzulenken.
Geffken begibt sich zum Ort der Geldübergabe. Dabei wird er von Haferkamp verfolgt, kann ihn jedoch aufgrund seines schnelleren Wagens zunächst abschütteln. Frau Zangemeister wird von Geffken mit dem Geld durch halb Essen geschickt. Dadurch bemerkt er, dass Haferkamp und seine Kollegen die Übergabe weiterhin überwachen. Er fordert, dass der Kommissar seine Männer abzieht und sie nicht weiter verfolgt, sonst werde er einen von Zangemeisters Neffen umbringen. An einer abgelegenen Kreuzung auf dem Land überlässt Frau Zangemeister dem Erpresser das Geld.
Derweil hat Ellen einen Plan gefasst, den verhassten Geffken zu ermorden, beschafft sich eine Walther PP und manipuliert den Schlagbolzen. Sie erzählt Haferkamp, dass sie sich mit Geffken auf dem Friedhof treffen will, um ihn angeblich der Erpressung zu überführen. Mit dem Vorwand, sie habe ihn bei der Polizei angezeigt, lockt sie Geffken zum Friedhof. Haferkamp beobachtet sie. Sie bringt Geffken dazu, die manipulierte Waffe zu nehmen und sie zu bedrohen. Als er abdrücken will und diese nicht funktioniert, erschießt Haferkamp ihn. Ellens Plan hat funktioniert, doch Haferkamp hat ihn durchschaut. Er kann es ihr aber nicht beweisen.